# Fairfield County (South Carolina)
Fairfield County ist ein County im Bundesstaat South Carolina der Vereinigten Staaten. Das U.S. Census Bureau hat bei der Volkszählung 2020 eine Einwohnerzahl von 20.948 ermittelt. Der Verwaltungssitz (County Seat) ist Winsboro.

## Geographie
Das County liegt im mittleren Norden von South Carolina und hat eine Fläche von 1839 Quadratkilometern, wovon 60 Quadratkilometer Wasserfläche sind. Es grenzt im Uhrzeigersinn an folgende Countys: Chester County, Lancaster County, Kershaw County, Richland County, Newberry County und Union County.

## Geschichte
Fairfield County wurde am 12. März 1785 gebildet und am 1. Januar 1800 in einen Gerichtsbezirk umgewandelt. Am 16. April 1868 wurde es erneut ein eigenständiges County. Die Bezeichnung ist wahrscheinlich deskriptiv und bezieht sich auf die „liebliche“ Landschaft.

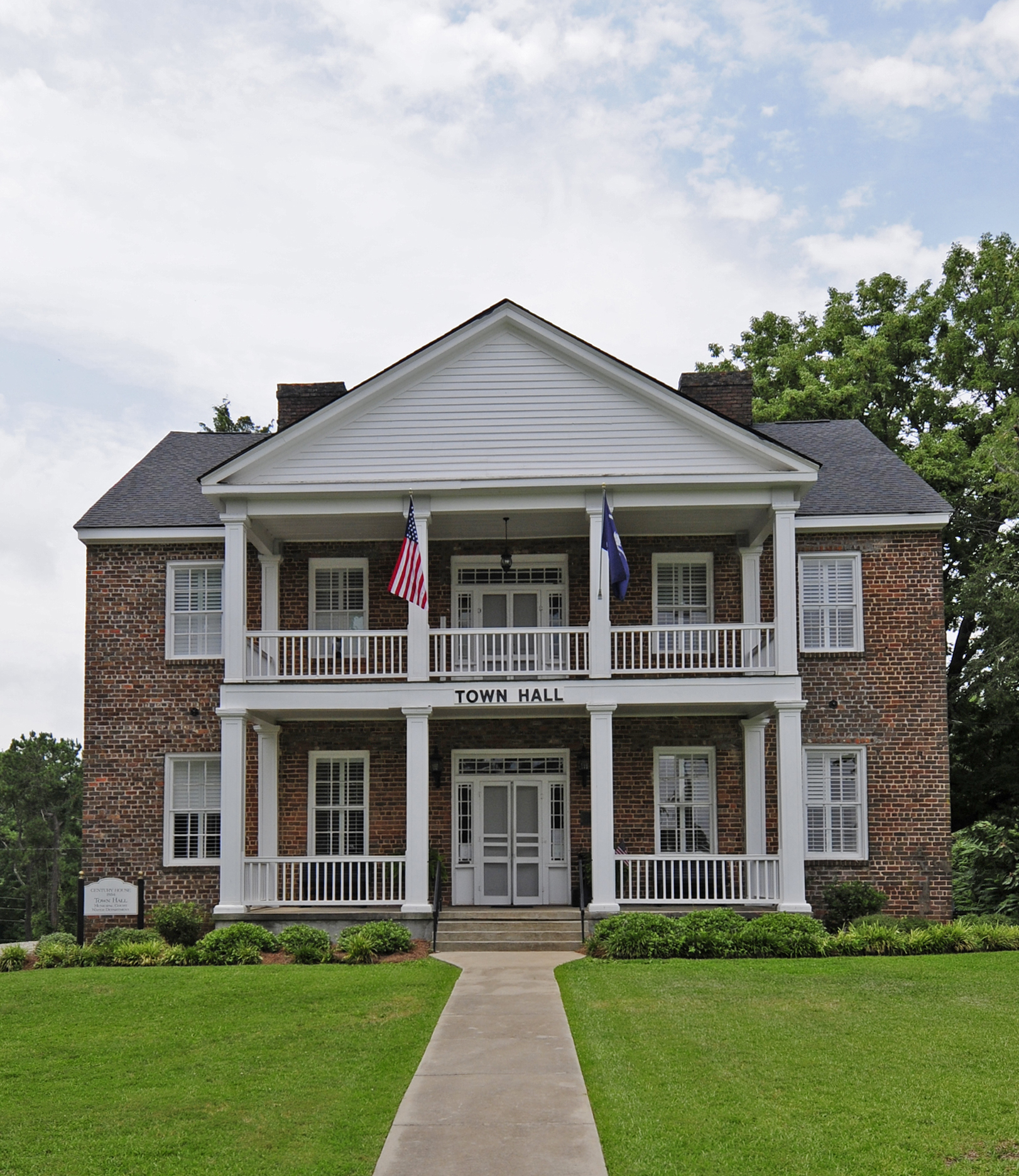
Das Century House ist einer von 42 Einträgen des Countys im NRHP.

42 Bauwerke und Stätten des Countys sind im National Register of Historic Places (NRHP) eingetragen (Stand 27. Juli 2018).

## Demografische Daten
Nach der Volkszählung im Jahr 2000 lebten im Fairfield County 23.454 Menschen in 8.774 Haushalten und 6.387 Familien. Die Bevölkerungsdichte betrug 13 Einwohner pro Quadratkilometer. Ethnisch betrachtet setzte sich die Bevölkerung zusammen aus 39,58 Prozent Weißen, 59,09 Prozent Afroamerikanern, 0,15 Prozent amerikanischen Ureinwohnern, 0,19 Prozent Asiaten und 0,44 Prozent aus anderen ethnischen Gruppen; 0,55 Prozent stammten von zwei oder mehr Ethnien ab. 1,07 Prozent der Bevölkerung waren spanischer oder lateinamerikanischer Abstammung.
Von den 8.774 Haushalten hatten 32,4 Prozent Kinder unter 18 Jahre, die bei ihnen lebten. 47,9 Prozent waren verheiratete, zusammenlebende Paare, 20,0 Prozent waren allein erziehende Mütter, 27,2 Prozent waren keine Familien, 24,4 Prozent waren Singlehaushalte und in 9,4 Prozent lebten Menschen mit 65 Jahren oder darüber. Die Durchschnittshaushaltsgröße betrug 2,63 und die durchschnittliche Familiengröße betrug 3,12 Personen.
26,1 Prozent der Bevölkerung war unter 18 Jahre alt. 8,6 Prozent zwischen 18 und 24, 27,8 Prozent zwischen 25 und 44, 24,3 Prozent zwischen 45 und 64 und 13,2 Prozent waren 65 Jahre alt oder älter. Das Durchschnittsalter betrug 37 Jahre. Auf 100 weibliche Personen kamen 90,9 männliche Personen und auf 100 Frauen im Alter von 18 Jahren und darüber kamen 88,8 Männer.
Das jährliche Durchschnittseinkommen eines Haushalts betrug 30.376 USD, das Durchschnittseinkommen einer Familie betrug 35.943 USD. Männer hatten ein Durchschnittseinkommen von 29.033 USD, Frauen 21.197 USD. Das Prokopfeinkommen betrug 14.911 USD. 17,2 Prozent der Familien und 19,6 Prozent der Bevölkerung lebten unterhalb der Armutsgrenze.

## Orte im Fairfield County
Im Fairfield County liegen vier Gemeinden, die alle den Status einer Town besitzen. Zu Statistikzwecken führt das U.S. Census Bureau einen Census-designated places, der dem County unterstellt ist und keine Selbstverwaltung besitzt. Dieser ist wie die Unincorporated Communities gemeindefreies Gebiet.
Towns
| - Blythewood 1 - Jenkinsville | - Ridgeway - Winnsboro |

Census-designated place (CDP)
- Winnsboro Mills

Unincorporated Communities
| - Blackjack - Blackstock - Blair - Bucklick | - Feasterville - Mitford - Monticello - Rion |